# Adelscott
La Adelscott è una birra francese prodotta, negli ultimi anni, dalla birreria De l'Espérance Si tratta di una lager a doppio malto con gradazione alcolica pari a 5,8% vol. In particolare il malto usato nella produzione non viene tostato ma affumicato a fuoco di torba con un procedimento simile a quello impiegato nella produzione del whisky scozzese, questa particolarità dona alla birra un gusto del tutto peculiare.
La birra fu lanciata nel 1982 dalla "Brasserie Adelshoffen" e  in breve tempo riscosse molto successo tanto che già nel 1987 divenne il prodotto di punta della Brasserie Fischer che ne aveva continuato la produzione. Dal 1996 il marchio Adelscott fa parte della gamma dei prodotti Heineken.
Da circa luglio 2023 la Adelscott, nonostante la sua relativa popolarità forse dovuta al sapore affumicato molto, originale, è stata per un po' introvabile sul mercato al dettaglio italiano, sia presso la grande distribuzione che presso negozi specializzati. La ragione più probabile sembra essere la chiusura, decisa nel 2022 dalla Heineken, della birreria, di cui deteva il controllo, chiamata   "De l'Espérance", situata a Schiltigheim; alla periferia di Strasburgo in Francia. In particolare, dalla pagina in Francese dedicata alla birra Adelscott si viene a sapere  che il 15 novembre 2022, il gruppo Heineken aveva dichiarato che la "Brasserie de L'Esperance" - che all'epoca impiegava 220 persone - sarebbe stata chiusa nei successivi tre anni. La birreria in questione era l'ultima birreria francese che aveva prodotto la Birra Adelscott dopo la chiusura in successione dei precedenti luoghi di produzione, la "Brasserie Adelshoffen" nel 2000, e la "Brasserie Fischer" nel 2009.